# 大東隆行
大東 隆行（おおひがし たかゆき、1941年3月8日 - 2013年12月19日）は、日本の実業家。株式会社王将フードサービスの元営業本部長・元代表取締役社長。大阪市出身。王将社長射殺事件の被害者。

## 人物
関西経理専門学校へ入学して中退後、薪炭・氷販売業の経営を経て、義兄の加藤朝雄が1967年に創業した「餃子の王将」1号店へ1969年に入店。1978年に営業本部長、1995年に副社長を経て、2000年に4代目社長へ就任した。当時同社は約460億円の負債を抱えて経営難に陥っており2007年頃から債権回収を開始し、前社長（創業者の長男）時代の約260億円以上の不正流出金が発覚、170億円が未回収となった。
社長就任後は毎朝6時前には出社し、本部のある会社の玄関を自ら開錠しては、玄関や駐車場を掃き清めて散水していたという。昼にはトイレ掃除もしていたが、その理由は「従業員には綺麗な会社で気持ちよく働いてもらいたいから」ということや、「本社の玄関が汚かったら、店に行ったときに『汚い』と指摘できない」ためであったという。また、社長専用車はあったが運転手は付けず、自ら運転していたという。
直営店の店長300人以上の名前だけでなく、フランチャイズ店オーナーの名前もすべて覚えており、本部の室内の壁には全員の顔写真を貼っていた。また、社員の誕生日には自ら選んだ自己啓発本を、社員の配偶者の誕生日には花束をそれぞれ贈呈していたという。
2012年には、スタミナを付けるために小遣いで餃子の王将を利用していた京都橘高校のサッカー部部員たちが全国高校サッカー選手権大会で準優勝したことを称えて、学校近くの店舗を臨時休業させ、彼らやその関係者たち約100人を招いて160人前の餃子など総額約30万円分を振る舞ったという。
2013年に第三者委員会による債権回収報告書を作成した翌月、何者かに射殺された。なおこの大東殺害の容疑者（元暴力団幹部）は2022年10月に殺人と銃刀法違反で逮捕されたが、被疑者に対する裁判員裁判は適用せず、裁判官のみで裁くことになった。

## 経歴
- 1941年（昭和16年）3月8日 大阪市生まれ
- 1961年（昭和36年）10月 大東商事（自営）を営む
- 1969年（昭和44年）8月 中華料理店「王将」入店
- 1974年（昭和49年）7月 （株）王将チェーンを設立
- 1978年（昭和53年）3月 営業本部長
- 1980年（昭和55年）7月 （株）餃子の王将チェーンに商号変更
- 1984年（昭和59年）10月 取締役
- 1984年（昭和59年）12月 常務取締役
- 1993年（平成5年）6月 専務取締役
- 1995年（平成7年）2月 取締役副社長
- 2000年（平成12年）4月 代表取締役社長
- 2002年（平成14年）3月 営業本部長
- 2005年（平成17年）1月 王将餃子（大連）餐飲有限公司董事長
- 2013年（平成25年）12月19日午前5時40分から45分頃、京都市山科区の王将フードサービス本社前にて何者かに25口径の拳銃で4発撃たれ[5]、病院に搬送されたが、同日午前8時10分頃には死亡が確認された[6][7]。72歳没。

## テレビ出演
- 日経スペシャル カンブリア宮殿 「現場に、炎を起こせ！～ 不況に克つ 繁盛術 ～」（2009年1月26日、テレビ東京）- 王将フードサービス 社長として出演[8]。